# زكرياء مومني
ولد زكرياء مومني في 20 شباط/فبراير عام 1980، وهو رياضي سابق في الكيك بوكسينغ اعتقل من قبل السلطات المغربية في الفترة الممتدة ما بين أيلول/سبتمبر 2010 وفبراير/شباط 2012.

## خلفية الاعتقال
وفقا لمومني، فقد اعتقل في سبتمبر/أيلول سنة 2010 عند وصوله إلى مطار الرباط سلا، وقد أكد زكرياء على أنه أعتقل لعدة أيام، قصد الضغط عليه من أجل الاعتراف بالتهم المنسوبة إليه والتي تتمثل أساسا في «الهجرة الاحتيالية» من خلال الاستنادا إلى شهادة اثنين من الناس لم يرهما أو يعرف هويتهما لحد الساعة. اقتيد زكرياء بعد ذلك إلى سجن في مدينة سلا حيث بقي هناك حتى شباط/فبراير من العام 2012 عندما أُطلق سراحه بعد أن أُصدر عفو ملكي في حقه من طرف ملك المغرب محمد السادس.
وفي وقت لاحق، قامت الدولة المغربية برفع دعوى قضائية ضد مومني ورفقائه بتهمة التشهير وإفشاء أسرار قد تضر بالأمن القومي. وعلى الرغم من صدور العديد من التقارير الموثوق بها، بما في ذلك تقرير من قبل وزارة الخارجية الأمريكية والتي أشارت فيه إلى أنه تم استخدام الاعتقال التعسفي في المغرب أثناء عملية القبض على زكرياء.
كان محند العنصر وزير الداخلية المغربي في الفترة الممتدة ما بين عام 2012 وديسمبر 2013 قد نفى في البداية أنه التقى زكرياء أو أحد من رفقائه أو حتى كان على معرفة بهم وعلى ما حصل لهم حين كان وزيرا، لكن في نيسان/أبريل 2014 اعترف بأنه تحدث واجتمع مع مومني في عدة من أجل التفاوض على مقدار التعويضات وكذلك تحذيره بخصوص إفشاء أسرار الدولة.